# Ib Spang Olsen
Ib Spang Olsen (11 juin 1921 - 15 janvier 2012) est un illustrateur et auteur danois de littérature d'enfance et de jeunesse. Il est lauréat du prestigieux prix international, le Prix Hans-Christian-Andersen, catégorie Illustration, en 1972.

## Biographie
Né à Copenhague, il commence par dessiner pour la presse avant de s'inscrire à l'école d'art de Copenhague.
Ses dessins sont connus pour leur recours à différentes techniques et leur caractère parfois expérimental.

## Œuvre traduite en français
- Le Garçon de la Lune (Drengen i manen), Circonflexe, 1995.

## Prix et distinctions
- 1966 : (international) « Honor List »[1], de l' IBBY, pour Blaesten
- 1967 :  « Mention d'honneur » à la  Biennale d'illustration de Bratislava (BIB)[2] pour Kiosken på torvet
- 1968 : (international) « Hightly Commended Illustrators »[1] , par l' IBBY, pour l'ensemble de son œuvre
- 1968 : (international) « Honor List »[1], de l' IBBY, pour Mosekonens bryg
- 1970 : (international) « Hightly Commended Illustrators »[1], par l' IBBY, pour l'ensemble de son œuvre
- 1972 : Prix Hans-Christian-Andersen, catégorie Illustration
- 1975 :  « Mention d'honneur » à la  Biennale d'illustration de Bratislava (BIB)[2] pour Gamle fru Glad, og, Hendes hund

De plus, Ib Spang Olsen figure dans le Canon de la culture danoise, dans la catégorie Canon des enfants, pour Halfdans ABC, qu'il a réalisé en 1967 avec Halfdan Rasmussen.